# 十日町市立下条小学校
十日町市立下条小学校（とおかまちしりつげじょうしょうがっこう）は、新潟県十日町市下条にある市立小学校である。

## 概要